# Teutsind
Teutsind (fl. 735–742) est un religieux franc.

## Biographie
Par la faveur de Charles Martel, il cumule les charges d'abbé de Saint-Martin et de Fontenelle,. Pour récompenser des services et assurer des fidélités, il distribue de nombreux biens de l'abbaye à des membres de l'aristocratie comme le comte Ratthier.